# Сизов, Олег Геннадьевич
Олег Геннадьевич Сизов (11 июня 1963, Куйбышев, СССР) — советский и российский футболист, играл на позиции полузащитника.

## Карьера
Взрослую карьеру начал в 1981 году в нижнетагильском «Уральце». С 1985 по 1987 годы играл в соревнованиях коллективов физкультуры за клуб «Авангард» Камышин, в 1987 году выступал за другой любительский клуб из Камышина — «Текстильщик». В 1988 году «Текстильщик» получил статус команды мастеров, и Сизов впервые за 7 лет продолжил профессиональную карьеру.
В 1989 году сыграл один матч в высшей лиге СССР за волгоградский «Ротор» — 6 июня 1989 года против киевского «Динамо», заменив в перерыве Юрия Калитвинцева.
В 1990 году вернулся в «Авангард», за который провёл 5 сезонов, после чего перебрался в «Текстильщик». 1 апреля 1995 года в выездном матче 1-го тура против владикавказского «Спартак-Алании», выйдя на замену после перерыва вместо Сергея Наталушко, провёл свой единственный матч в высшей лиге России, однако на 80-й минуте встречи уступил место Вячеславу Ширяеву. После окончания сезона завершил профессиональную карьеру. В 1996 году играл за дубль «Текстильщика» на любительсом уровне, в 1997 году тренировал эту команду, в первой части сезона игравшую в третьей лиге. В 2003 году выступал за «Колос-Динамо» Николаевск, а в 2006 году за «Петров Вал» из одноимённого города.
Также играл за ветеранов камышинского футбола.
С 2020 года — тренер в камышинской спортивной школе № 2.